# 紫球毛小报春
紫球毛小报春（学名：Primula barbatula）为报春花科报春花属下的一个种。

## 扩展阅读
- 維基物種上的相關：紫球毛小报春